# Obereopsis annamensis
Obereopsis annamensis là một loài bọ cánh cứng trong họ Cerambycidae.